# Andrés Camilo Ardila
Andrés Camilo Ardila Ordóñez, nascido em 2 de junho de 1999 em Mariquita), é um ciclista colombiano, membro da equipa UAE Emirates.

## Biografia
Andrés Camilo Ardila nasceu em Mariquita, uma localidade situada ao centro da Colômbia. Aos 19 anos, abandona a sua cidade natal para apanhar Medellin com o fim de dispor melhores condições de treinamento. Dotado de um perfil de escalador, consegue o Giro d'Italia Esperanças com quatro minutos de antemão ao geral, graças às suas duas vitórias de etapas em montanha.
Está contratado em 2020 pela equipa WorldTour UAE Emirates, que apanha para quatro temporadas.

## Palmarés
- 2017
  - 2.º do campeonato da Colômbia em estrada juniores
  - 2.º do campeonato da Colômbia da contrarrelógio juniores
  - 4.º do campeonato Pan-Americano da contrarrelógio juniores
- 2018
  -     - 5. ª etapa da Volta ao Tolima
- 2019
  -     - 3.º e 5. ª etapas da Tour de Colômbia Esperanças

  - Giro Ciclístico d'Italia
    - Classificação geral
      - 4.º e 5. ª etapas

  - 3.º da Tour de Colômbia Esperanças